# Systoechus transvaalensis
Systoechus transvaalensis är en tvåvingeart som beskrevs av Hesse 1938. Systoechus transvaalensis ingår i släktet Systoechus och familjen svävflugor. Inga underarter finns listade i Catalogue of Life.